# بزریتس
بزریتس (به آلمانی: Beseritz) یک شهر در آلمان است که در Mecklenburgische Seenplatte District واقع شده‌است. بزریتس ۱۶۰ نفر جمعیت دارد.